# Корнилов, Александр Алексеевич
Алекса́ндр Алексе́евич Корни́лов (1801—1856) — русский государственный деятель, сенатор; лицеист первого выпуска Царскосельского лицея (товарищ А. С. Пушкина). Тайный советник.

## Биография
Родился в Санкт-Петербурге 13 (25) мая 1801 года; был старшим сыном капитана 1-го ранга (впоследствии — сенатора, тайного советника) Алексея Михайловича Корнилова и Александры Ефремовны (урожд. Фан-дер-Флит); крещён 19 мая 1801 года в церкви Святой Живоначальной Троицы, крестник олонецкого губернатора Т. Е. Фан-дер-Флита. Брат — адмирал В. А. Корнилов.
Учился в Царскосельском лицее. Жил в комнате № 19 и имел прозвища Мосье и Сибиряк. После выпуска из лицея 29 октября 1817 года начал службу прапорщиком в лейб-гвардии Московском полку; подпоручик с 26 января 1818 года, поручик с 24 августа 1819 года, штабс-капитан с 20 июля 1822 года, капитан с 6 апреля 1824 года. Был командиром второй гренадерской роты.
Участвовал в заговоре декабристов в Санкт-Петербурге, но принять участие в выступлении 14 декабря отказался. Был арестован и привлечён к следствию в полку. По итогам расследования освобождён от наказания и высочайше повелено оставить в полку.
Участвовал в Русско-турецкой войне 1828—1829. Уволился с военной службы полковником 17 декабря 1832 года.
В январе 1833 года поступил на службу в министерство внутренних дел чиновником по особым поручениям. Спустя год, 10 января 1834 года был назначен киевским губернатором, через год вновь в министерстве внутренних дел.
В чине действительного статского советника 9 июня 1837 года был назначен вятским губернатором, 12 августа вступил в управление губернией. Уже при нём, 6 декабря 1837 года, состоялось торжественное открытие Вятской публичной библиотеки в доме благородного собрания. По просьбе Корнилова архитектором А. Л. Витбергом был выполнен проект нового здания для библиотеки на старой Хлебной площади (угол Московской улицы и старой Хлебной площади), которое должно было служить украшением города. Герцен вспоминал о встрече с ним в Вятке:

 Явился новый губернатор. Это был человек совершенно в другом роде. Высокий, толстый и рыхло-лимфатический мужчина, лет около пятидесяти, с приятно улыбающимся лицом и с образованными манерами. Он выражался с  необычайной грамматической правильностью, пространно, подробно, с  ясностью, которая в состоянии была своей излишностью затемнить простейший предмет. Он был ученик Лицея, товарищ Пушкина, служил в гвардии… Новый губернатор был умен, но ум его как-то светил, а не грел, вроде ясного зимнего дня..
Из Вятской губернии 27 февраля 1838 года он был переведён на ту же должность в Тамбовскую губернию, которую возглавлял до 14 апреля 1843 года.
Затем состоял членом консультации при Министерстве юстиции. Был тайным советником, с 15 декабря 1848 года — сенатором.
Скончался 5 (17) августа 1856 года в Берлине, похоронен вместе с родителями и женой в селе Рясня Старицкого уезда Тверской губернии.
Женился на графине Софье Дмитриевне Толстой (1801—?), правнучке графа И. П. Толстого (дочь генерал-майора графа Д. Б. Толстого). Не имея своих детей, супруги заботились о детях В. А. Корнилова.

## Награды
- орден Св. Анны 2-й ст. (06.12.1828)
- орден Св. Станислава 1-й ст. (02.04.1838)
- орден Св. Анны 1-й ст. (11.04.1840; императорская корона к ордену — 25.06.1841)